# 沃德姆瓦德

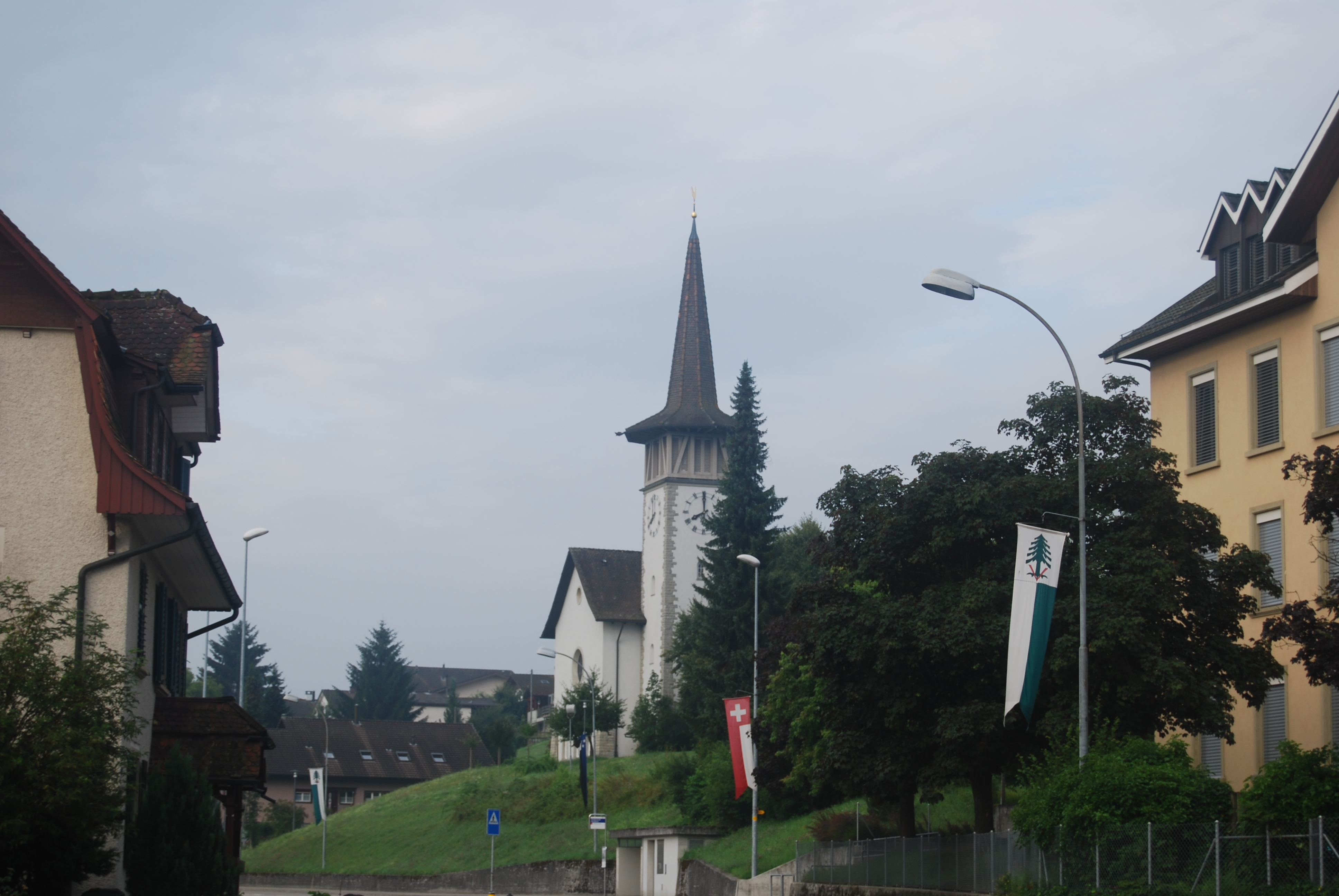

沃德姆瓦德是瑞士的城鎮，位於該國北部，由阿爾高州負責管轄，面積10.13平方公里，海拔高度430米，2012年人口1,763，七成人口信奉基督教，人口密度每平方公里174人。